# 卡利尼克 (伊林齊區)
49°2′15″N 29°23′36″E / 49.03750°N 29.39333°E
卡利尼克（烏克蘭語：Кальник），是烏克蘭西南部的村落，隸屬文尼察州的海辛區。該村處於卡利尼奇卡河和索布河匯流處，始建於1629年，面積3.09平方公里，海拔高度207米，2001年人口1,223。